# عصر فجر السلالات

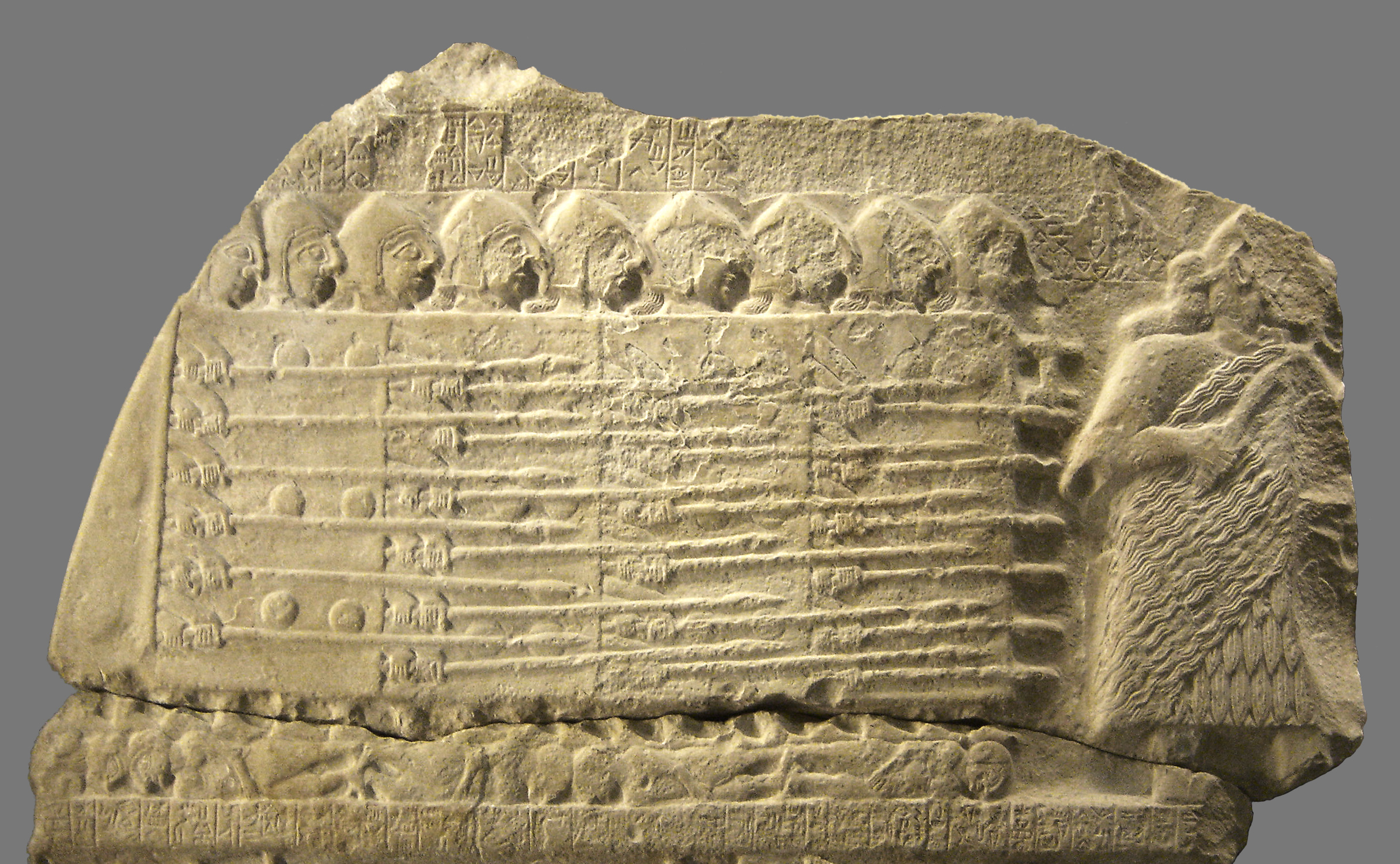
مسلة النسور.

عصر فجر السلالات هو من عصور بلاد ما بين النهرين القديمة بدأ عصر فجر السلالات في العراق حوالي سنة 2800 ق م واستمر لمدة ستة قرون والذي
يعرف بالعصر السومري القديم. وتعرف كذلك باسم «السلالة القديمة» أو «السلالة الحاكمة».
لم تتوحد البلاد بعد تحت مملكة كبيرة واحد بل كانت مجموعة من الحضارات المتناثرة. يقسم العلماء هذه الحقبة من تاريخ العراق إلى ثلاثة عصور. يعتبر السومريون هم أصحاب أقدم حضارة مدنية متطورة بالعراق وربما بالعالم. نضجت تلك الفترة فن الكتابة والزراعة وفن المعمار والأدب والأساطير وأسس علاقة الملك بالرعية. انتهى عصر فجر السلالات بقيام سرجون الأكدي العراق سنة 2350 ق م وتأسيس الامبراطورية الأكادية.
نجحت فترة أوروك، التي شهدت تشكيل الولايات الأولى، المدن الأولى، واختراع الكتابة، وتتميز هذه الحقبة بوجود دول لا تزال متخلفة وصغيرة، وتسمى بـ «مدن المدن». يتم توحيد هياكلها مع مرور الوقت، حتى نهاية الفترة التي تميزت بدستور إمبراطورية الأكدية. من وجهة نظر ثقافية، هذه الكيانات السياسية المختلفة متجانسة نسبياً، وتشارك في حضارة رائعة تشع في جزء كبير من الشرق الأوسط. إن مدن أرض سومر (أوروك، أور، لجش، أوما، نفر، إلخ)، الواقعة في أقصى جنوب بلاد ما بين النهرين، هي الأكثر نفوذاً. يحدها من الشمال ممالك مستوطنة سامية تغطي جزءاً كبيراً من بلاد ما بين النهرين وسوريا (كيش، ماري، تل براك، إبلا، إلخ).
لطالما أعطيت الأولوية للدراسات التي أجريت على جنوب ووسط بلاد ما بين النهرين، وهي مناطق عرفت منذ نهاية القرن التاسع عشر بالنصوص والفن من خلال عمليات التنقيب في عدة مواقع (أولها جيرسو، وأيضاً إشنونة، خفاجة، أور، وما إلى ذلك). ثم توسع المناطق في هذه الفترة تدريجياً إلى المناطق المجاورة، بما في ذلك جنوب غرب إيران، وبلاد ما بين النهرين وخاصة سوريا، التي اشتهرت لأكثر من ثلاثين عاماً بفضل محفوظات إبلا. هذا يجعل من الممكن الأخذ بعين الاعتبار التطورات التي تحدث هناك والتي تميل إلى نسبية الرؤية التقليدية التي تركز على بلاد ما بين النهرين. وهذه الأخيرة ليست منطقة معزولة بهياكلها السياسية والاجتماعية المعقدة أو نظام كتابتها، لأن المناطق المجاورة الأخرى لها سمات مشتركة معها والمشاركة في دوائر تبادل المواد وغير المادية التي تغطي كل الشرق الأوسط.

## تاريخ البحث
قام عالم الآثار الهولندي هينري فرانكفورت بصياغة مصطلح "Early Dynastic period" في بلاد ما بين النهرين، حيث تم استعارة اصطلاح التسمية من الفترة المبكرة من عصر الأسر القديمة في مصر. وقد تم تطوير هذه الفترة في ثلاثينيات القرن الماضي أثناء الحفريات التي أجراها هنري فرانكفورت بالنيابة عن معهد جامعة شيكاغو الشرقي في المواقع الأثرية لتل خفاجة وتل أغرب وتل أسمر في منطقة ديالى العراقية.

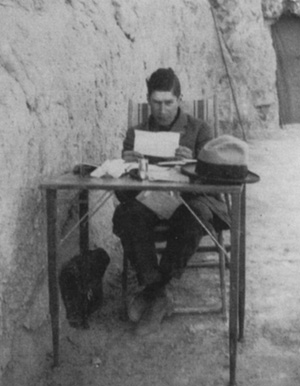
صورة من ثلاثينيات القرن العشرين للعالم هينري فرانكفورت.

تم تقسيم عصر فجر السلالات إلى الفترات الفرعية I و II و III. كان هذا يعتمد في المقام الأول على التغييرات الكاملة مع مرور الوقت في خطة معبد أبو تل أسمر، الذي أعيد بناؤه عدة مرات في نفس المكان بالضبط. وخلال القرن العشرين، حاول العديد من علماء الآثار فرض مخطط «عصر فجر السلالات III» على بقايا أثرية تم حفرها في مكان آخر في كل من العراق وسوريا بتاريخ 3000-2000 قبل الميلاد. ومع ذلك، فقد أثبتت الأدلة من مواقع أخرى في العراق أن المرحلة الثالثة، الذي أعيد بناؤه في منطقة وادي نهر ديالى، لا يمكن تطبيقه مباشرة على مناطق أخرى.
وقد أظهرت الأبحاث في سوريا أن التطورات هناك كانت مختلفة تماماً عن تلك الموجودة في منطقة وادي نهر ديالى أو جنوب العراق، مما يجعل التسلسلات الزمنية التقليدية في بلاد ما بين النهرين منخفضة وعديمة الجدوى. خلال تسعينيات القرن العشرين وعام 2000، قام العديد من الباحثين بمحاولات للوصول إلى ترتيب زمني في جنوب بلاد ما بين النهرين، مما أدى إلى التسلسل الزمني الأول للجزيرة "Early Jezirah" ما يرمز له بـ (EJ) من 0 إلى V والذي يشمل كل شيء من 3000 إلى 2000 ق.م. يقتصر استخدام التسلسل الزمني الثالثة الآن بشكل عام على منطقة بلاد ما بين النهرين السفلى، مع تقييد العصر الثاني في بعض الأحيان إلى منطقة وادي نهر ديالى أو فقدانها كلياً.

## الحكومة والاقتصاد

### الحكم

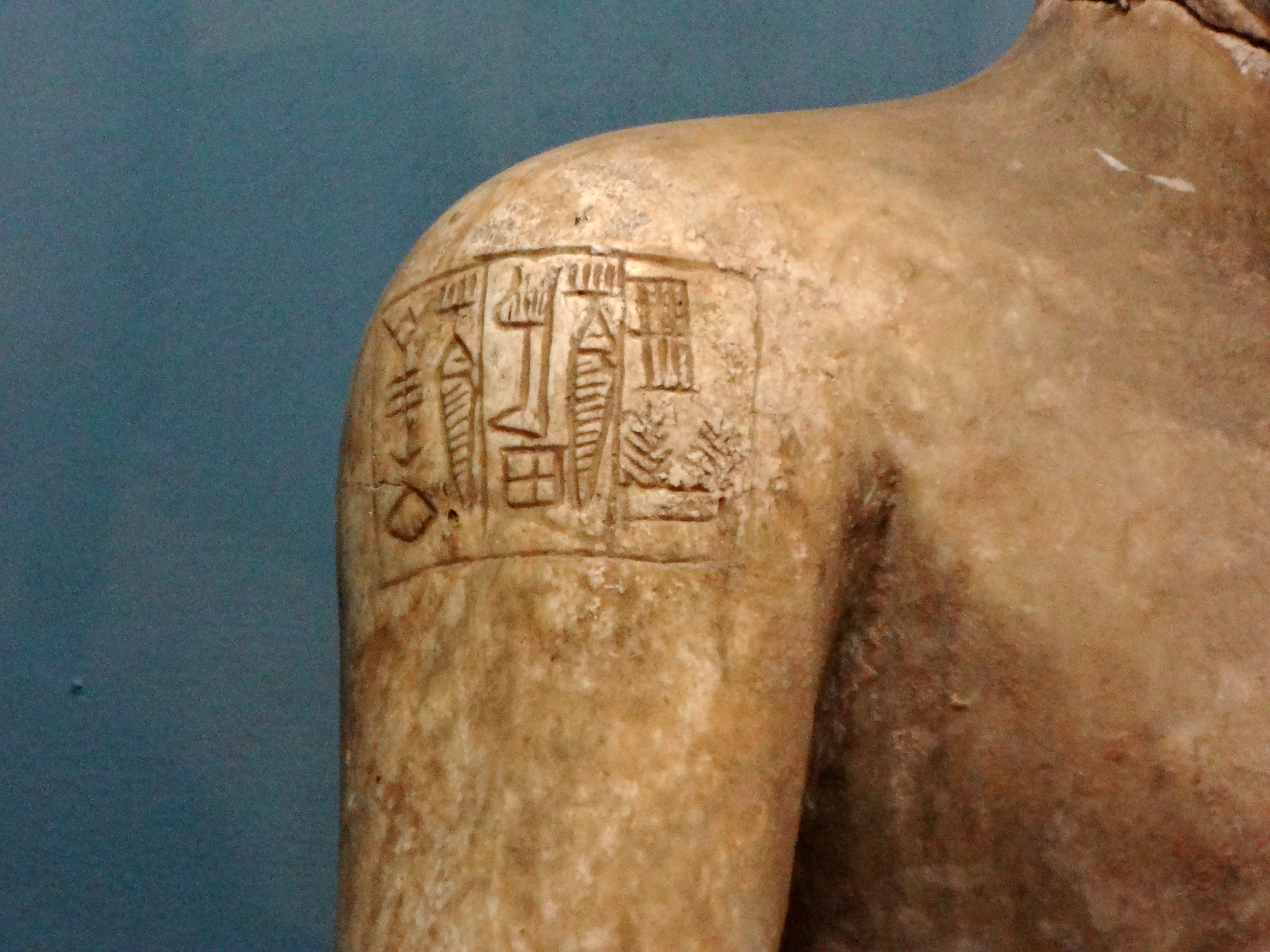
تفاصيل التمثال السومري لوغال (الملك) من أداب

كانت كل مدينة تتمحور حول معبد كان مخصصاً لإله راعي معين. كانت المدينة محكومة بكل من «لوغال» (ملك) «إنسي» (كاهن). كان من المفهوم أن يتم تحديد الحكام من ألوهية المدينة ويمكن نقل الحكم من مدينة إلى أخرى. انتقلت الهيمنة من كهنوت نفر بين السلالات المتنافسة في المدن السومرية. تقليدياً، وشملت هذه إيريدو، باد تيبيرا، لارسا، سيبار، شوروباك، كيش، أوروك، أور، أداب، وأكشاك. وشملت مدن أخرى ذات صلة من خارج نظام نهري دجلة والفرات: خمازي، وأوان (في إيران الحالية)، وماري في سوريا الحالية.

### معابد
وضعت مراكز إيريدو وأوروك، وهما من أقدم المدن، مجمعات كبيرة للمعبد مبنية من الطوب الطيني. وتم تطوير المعابد كأضرحة صغيرة في المستوطنات المبكرة، حيث أصبحت المعابد الهياكل الأكثر نفوذاً في مدنهم، كل منها مخصص لآلهه خاصة.

### السكان
وتشير التقديرات إلى أن أوروك، التي كانت واحدة من أكبر مدن سومر، قد وصل عدد سكانها إلى 50,000 - 80,000 في ذروتها. وبالنظر إلى المدن الأخرى في سومر وعدد سكانها الزراعي الكبير، فإن التقديرات التقريبية لسكان سومر ربما كانت تتراوح بين 800,000 و 1,500,000. بينما يقدر عدد سكان العالم في هذا الوقت بحوالي 27,000,000

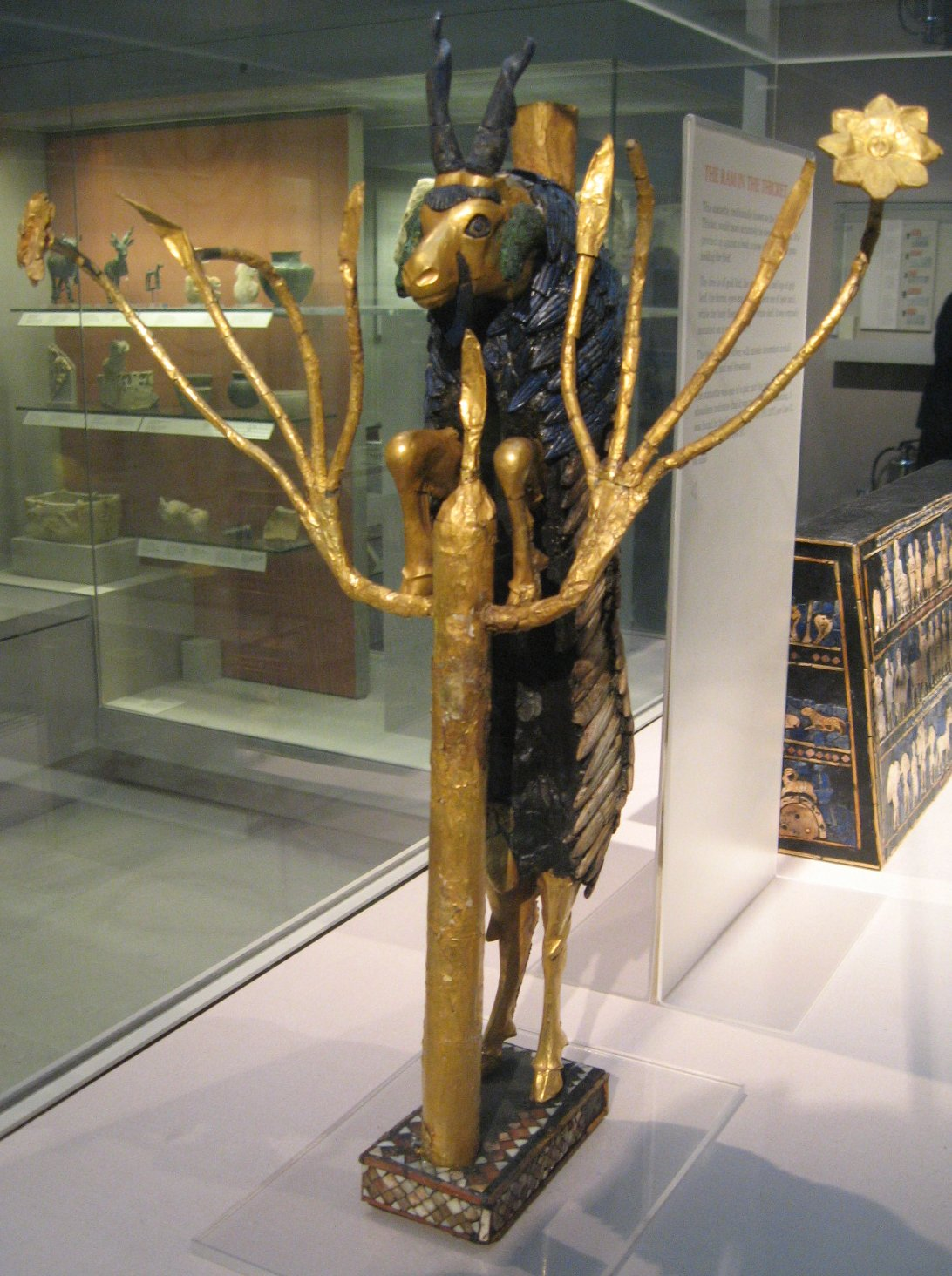
يحتوي "كبش في دغل" التمثال الموجود في المقبرة الملكية في أور على مواد متداولة